# Carazamba
Carazamba es una novela criollista del autor guatemalteco Virgilio Rodríguez Macal.

## Descripción
La novela es una obra narrativa de los años 50 de Guatemala, de forma que este libro nos transporta a diferentes localizaciones de ese país, desde la ciudad portuaria de Livingston, Izabal, hasta la interna zona selvática de Petén, donde se desarrolla gran parte de la acción. Según hijos del autor, este tardo solamente 12 días en escribir la historia.
Esta narra los infortunios del narrador (que no dice su nombre) y su compadre Pedro, al conocer a Carazamba y sus secretos. Este libro, aparte de tener un gran contenido de acción y romance, narra también en un estilo emotivo una crítica "disfrazada" y con bastante sentido de la posición hacia el gobierno militarista que se daba en los años cuarenta en el país de Guatemala.

## Personajes
- María (Carazamba) : Según el autor una mujer tropical de una belleza sobrenatural, en ella se centra la obra y las desgracias del narrador y su mayordomo, su juventud rodeada de muertes (las cuales se le acreditan a ella) y un pasado secreto, Carazamba es el elemento más intenso en la novela.-

- Narrador: Él es quien nos cuenta toda la historia en primera persona, un burgués nacido en Quetzaltenango, de buena familia y estudios en el extranjero, cuando empieza su narrativa es un hombre de treinta años, conoce a Carazamba por caprichos del destino en Livingston, Izabal.

- Pedro: Fiel mayordomo del narrador, en el transcurso de la novela este sentimiento de fidelidad se pone a prueba en muchos momentos

- Datos: Q5037816